# Сержик, уходи!
Сержик, уходи! (арм. Սերժի՛կ, հեռացի՛ր) — основной политический лозунг армянской оппозиции, получивший распространение с 2009 года, когда у власти в Армении уже больше года был Серж Саргсян.
Лозунг изначально звучал на митингах Армянского национального конгресса, но затем получил внепартийное распространение и скандируется как представителями других партий, так и обычными гражданами независимо от партийных предпочтений, в том числе ветеранами Карабахской войны.
Лозунг популярен также и в армянской диаспоре. Известно множество случаев его скандирования в знак протеста во время официальных визитов Саргсяна в Страсбурге, Праге, Париже, Лос-Анджелесе.
По словам директора Армянского центра стратегических и национальных исследований Манвела Саркисяна, лозунг «Сержик, уходи!» приобрёл универсальный характер.